# 國際業務園區站
國際業務園區站（：／ Gukje-eommu-jigu yeok */?）是仁川地鐵1號線沿線的一座地下車站，位於韓國仁川廣域市延壽區松島2洞，韓語副站名為「Centroad」（센트로드）。該站是曾風靡全世界的K-pop樂曲《江南Style》MV其中一個橋段的拍攝地點。

## 車站結構
站體為2面3線雙島式月台的地下車站，候車月台設有月台幕門，並有5處出口。

### 月台配置
| 中央公園 ↑         |
| 下 \| 上 \|        |
| ↓ 松島月光慶典公園 |

| 月台 | 路線               | 目的地                           |
| ---- | ------------------ | -------------------------------- |
| 上行 | ●仁川都市鐵道1號線 | 源仁齋、仁川市廳、富平、桂陽方向 |
| 下行 | ●仁川都市鐵道1號線 | 松島月光慶典公園方向             |

## 歷史
- 2009年6月1日：落成啟用。
- 2020年12月12日：松島月光慶典公園站啟用，本站不再作為終點站使用。

## 車站周邊
- 仁川大橋
- 松島月光慶典公園（朝鲜语：송도달빛축제공원）

## 相鄰車站
仁川交通公社
●仁川都市鐵道1號線
中央公園（I137）－國際業務園區（I138）－松島月光慶典公園（I139）